# Korea Open 2024
Il Korea Open 2024, conosciuto anche come Hana Bank Korea Open per motivi di sponsorizzazione, è stato un torneo di tennis giocato su campi in cemento all'aperto. È stata la 20ª edizione del torneo femminile che fa parte del circuito maggiore nell'ambito del WTA Tour 2024, per il primo anno nella categoria WTA 500 (dopo che nelle edizioni precedenti era di categoria WTA 250). Il torneo femminile si è giocato dal 16 al 22 settembre all'Olympic Park Tennis Center a Seul, in Corea del Sud.

## Partecipanti al singolare

### Teste di serie
| Nazionalità | Giocatrice             | Ranking* | Testa di serie |
| ----------- | ---------------------- | -------- | -------------- |
|             | Dar'ja Kasatkina       | 13       | 1              |
|             | Ljudmila Samsonova     | 15       | 2              |
| Brasile     | Beatriz Haddad Maia    | 16       | 3              |
|             | Diana Šnajder          | 17       | 4              |
| Ucraina     | Marta Kostjuk          | 18       | 5              |
| Kazakistan  | Julija Putinceva       | 29       | 6              |
|             | Ekaterina Aleksandrova | 31       | 7              |
| Cina        | Yuan Yue               | 38       | 8              |

* Ranking al 9 settembre 2024.

### Altre partecipanti
Le seguenti giocatrici che hanno ricevuto una Wild card:
- Back Da-yeon
- Jang Su-jeong

Le seguenti giocatrici sono entrate nel tabellone con il ranking protetto:
- Ajla Tomljanović
- Zhang Shuai

Le seguenti giocatrici sono passate dalle qualificazioni:

- Priscilla Hon
- Varvara Lepchenko
- Lu Jiajing
- Elena-Gabriela Ruse
- Heather Watson
- Carol Zhao

La seguente giocatrice è stata ripescata in tabellone come lucky loser:
- Polina Kudermetova

### Ritiri
Prima del torneo
- Katie Boulter → sostituita da  Magdalena Fręch
- Magdalena Fręch → sostituita da  Polina Kudermetova
- Emma Navarro → sostituita da  Viktorija Tomova
- Jessica Pegula → sostituita da  Amanda Anisimova
- Karolína Plíšková → sostituita da  Sloane Stephens
- Anastasija Potapova → sostituita da  Peyton Stearns
- Iga Świątek → sostituita da  Emma Raducanu
- Elena Rybakina → sostituita da  Zhang Shuai

Durante il torneo
- Amanda Anisimova

## Partecipanti al doppio

### Teste di serie
| Nazione       | Giocatrice            | Nazione         | Giocatrice           | Ranking* | Testa di serie |
| ------------- | --------------------- | --------------- | -------------------- | -------- | -------------- |
| Taipei cinese | Chan Hao-ching        |                 | Veronika Kudermetova | 45       | 1              |
| Messico       | Giuliana Olmos        |                 | Aleksandra Panova    | 67       | 2              |
| Giappone      | Miyu Katō             | Cina (bandiera) | Zhang Shuai          | 74       | 3              |
| Stati Uniti   | Bethanie Mattek-Sands | Regno Unito     | Heather Watson       | 79       | 4              |

* Ranking al 9 settembre 2024.

### Altre partecipanti
La seguente coppia di giocatrici ha ricevuto una wild card per il tabellone principale:
- Kim Da-bin /  Kim Na-ri

La seguente coppia di giocatrici è subentrata in tabellone come alternate:
- Varvara Lepchenko /  Natalija Stevanović

### Ritiri
Prima del torneo
- Marta Kostjuk /  Elena-Gabriela Ruse → sostituite da  Varvara Lepchenko /  Natalija Stevanović

## Punti
| Evento    | V   | F   | SF  | QF  | 2T   | 1T | Q    | Q2   | Q1   |
| Singolare | 500 | 325 | 195 | 108 | 60   | 1  | 25   | 13   | 1    |
| Doppio    | 500 | 325 | 195 | 108 | N.D. | 1  | N.D. | N.D. | N.D. |

## Montepremi
| Evento    | V         | F        | SF       | QF       | 2T       | 1T      | Q2      | Q1      |
| Singolare | 142 000 $ | 87 655 $ | 51 205 $ | 24 910 $ | 13 590 $ | 9 820 $ | 6 603 $ | 3 380 $ |
| Doppio*   | 47 390 $  | 28 720 $ | 16 430 $ | 8 510 $  | N.D.     | 5 140 $ | N.D.    | N.D.    |

*per team

## Campionesse

### Singolare
Beatriz Haddad Maia ha sconfitto in finale  Dar'ja Kasatkina con il punteggio di 1-6, 6-4, 6-1.
- É il quarto titolo in carriera per Haddad Maia, il primo della stagione.

### Doppio
Nicole Melichar-Martinez /  Ljudmila Samsonova hanno sconfitto in finale  Miyu Katō /  Zhang Shuai con il punteggio di 6-1, 6-0.